# Crow Agency
Crow Agency è un census-designated place degli Stati Uniti d'America, nello stato del Montana, nella Contea di Big Horn. Nel 2010 contava 1.616 abitanti.